# جغرافیای مولداوی
جمهوری مولداوی کشوری محصور در خشکی در اروپای شرقی است که از غرب با رومانی و از شرق با اوکراین همسایه است. مرزهای مولداوی با رومانی در راستای رودهای پروت و دانوب کشیده شده‌است. پایتخت مولداوی شهر کیشیناو است. جمهوری مولداوی با ۳۳۷۰۰ کلیومتر مربع در شمال و جنوب و شرق با اوکراین و در غرب با رومانی همسایه است.
کیشینف پایتخت و تیراسپول، بلتسی، تیگینا و ریبیتسا از شهرهای مهم این کشور بشمار می‌رود.
بخشهایی از مناطق خاوری این کشور که در ساحل شرقی دنستر قرار دارند به‌دنبال استقلال این جمهوری در ۲۷ اوت ۱۹۹۱ از شوروی، تحت نام جمهوری ترنسنیستریا اعلام استقلال کردند. این تصمیم آنان مورد پذیرش دولت مرکزی قرار نگرفت و متعاقب آن مناقشه مسلحانه آغاز و چندین ماه بطول انجامید.
در حال حاضر حفاظت از صلح در این جمهوری خودخوانده توسط صلح بانان روس و مولداو انجام می‌شود.